# Мала Барна
Мала Барна је насељено мјесто града Грубишног Поља, у Бјеловарско-билогорској жупанији, Република Хрватска.

## Географија
Мала Барна се налази око 7 км сјевероисточно од Грубишног Поља.

## Прошлост
Мала Барна је потпадала почетком 20. века под Политичку општину у Грубишином Пољу. Ту у седишту политичке власти су били поред осталог пошта и брзојав. Црквеној општини у Великој Барни припадала је 1905. године Мала Барна. Православни верници су похађали храм такође у Великој Барни. Школска деца су почетком 20. века похађала наставу у школи у Великој Ператовици.

## Становништво
Према попису становништва из 2011. године, насеље Мала Барна је имало 30 становника.
| Националност       | 1991. |
| Срби               | 79    |
| Хрвати             | 17    |
| Југословени        | 1     |
| остали и непознато | 9     |
| Укупно             | 106   |

| Демографија | Демографија | Демографија |
| Година      | Становника  | Становника  |
| ----------- | ----------- | ----------- |
| 1961.       | 214         |             |
| 1971.       | 189         |             |
| 1981.       | 135         |             |
| 1991.       | 106         |             |
| 2001.       | 29          |             |
| 2011.       |             | 30          |